# José Martínez (desaparecido)
José Martínez (Argentina, 28 de agosto de 1944, detenido-desaparecido en Longchamps, Buenos Aires, 13 de diciembre de 1977)  fue un militante montonero detenido-desaparecido junto con su esposa Mirta Noemí Martínez (nacida el 02/08/1949).
Martínez era empleado en Mercado Central De Pescado de Barracas y con la organización Montoneros de la Isla Maciel había colocado el gas y el asfalto. Gabriela Martínez recuerda para siempre la integridad y la lealtad de su padre cuando decía: Si nos salvamos, nos salvamos los cuatro. Mirta era hermana del también montonero y detenido-desaparecido el mismo día en la Isla Maciel, el obrero José Osvaldo Martínez (n. 15/11/1940) y fue vista en el centro clandestino de detención El Vesubio antes de su asesinato.
La pareja que vivía con ellos fue asesinada en el mismo allanamiento. Ellos eran Raúl Oscar Mortola "el Vasco", de 26 años, y Estela Inés Oesterheld, de 25 años, hija del famoso dibujante Héctor Oesterheld.
El nombre de Mirta Martínez figura en un monumento que el Concejo Deliberante de Almirante Brown dedicó a las víctimas del terrorismo del estado de ese partido bonaerense.